# FC Lantana Tallinn
Football Club Lantana Tallinn byl estonský fotbalový klub z Tallinnu. Byl velmi úspěšným, čekala ho však jen krátká existence. Založen byl v roce 1994, zanikl roku 1999. Během pouhých pěti let se nicméně dvakrát stal estonským mistrem (1995–96, 1996–97), jednou skončil v estonské lize druhý (1994–95) a dvakrát třetí (1997–98, 1998).